# Henrik Améen
Henrik Gustaf Améen, född den 31 december 1854 i Karlskrona amiralitetsförsamling, död den 1 juni 1922 i Säby församling, Jönköpings län, var en svensk militär. Han var bror till Louis och John Améen samt svärfar till Claes Ljungdahl.
Améen blev underlöjtnant vid Upplands regemente 1874 och vid Svea artilleriregemente samma år, löjtnant där 1878, kapten 1890 och vid Norrlands artilleriregemente 1893. Han blev major i armén 1902, vid sistnämnda regemente 1903 och vid Positionsartilleriregementet 1904, överstelöjtnant i armén 1905 och vid sistnämnda regemente 1908. Améen blev överste i IV. arméfördelningens reserv 1911. Han utgav Till minne af Ragnhild Améen: några dikter och utkast (1907). Améen invaldes som ledamot av Krigsvetenskapsakademien 1908. Han blev riddare av Svärdsorden 1896.